# Титаренко, Надежда Калистратовна
Надежда Калистратовна Титаренко (5 (18) апреля 1903, с. Македоны, Киевская область — 26 января 1976, Киев) — украинская советская театральная актриса. Заслуженная артистка Украинской ССР (1946). Ученица выдающегося украинского театрального режиссёра Леся Курбаса.

## Биография и театральное творчество
Родилась в семье учителя. Детство провела в Белой Церкви под Киевом. Во время гастролей передвижного театра Курбаса «Кийдрамте» в 1920 начитается её увлечение театром. В 1921 окончила курсы при «Кийдрамте» и осенью того же года переехала в Киев вместе с театром. Титаренко была среди первых членов творческого объединения «Березиль», созданного Курбасом в 1922 в Киеве, участвовала в его первом спектакле «Октябрь» (1922). В 1926 вместе с театром переезжает в Харьков.
Актриса синтетического характера Титаренко, как никто, была востребована в авангардистских спектаклях и ревю «Березиля». Роли: Руфь Арнольдс («Секретарь профсоюза» по Скотт, 1924),Монтронька («Коммуна в степи» Кулиша, 1925), Галя («За двумя зайцами» Старицкого, 1925), Конрад («Жакерия» Мериме, 1925), Буржуазия («Шпана» Ярошенко, 1926), Зося («Савва Чалый» Карпенко-Карого, 1927), Юм-Юм («Микадо» Салливена, 1927), мадам Аполлинария («Народный Малахий» Кулиша, 1928), Рина («Мина Мазайло» Кулиша, 1929), Параска («97» Кулиша, 1930), леди Грей («Смерть леди Грей» Голованивского, 1934), Жермена («Восточный батальон» братьев Тур, 1934).
В 1924 вышла замуж за режиссёра Гната Игнатовича, а в 1929 (разведясь с первым мужем) за режиссёра Владимира Скляренко, с которым прожила до конца своих дней.
После разгрома театра «Березиль» в 1934 перешла в Харьковский театр Революции (1934—1941). Её муж в 1935 также покинул «Березиль» и стал главным режиссёром Харьковского ТЮЗа. Во время войны Титаренко эвакуировалась в Среднюю Азию вместе с мужем и выступала на сцене в составе Харьковского ТЮЗа.
В 1944 коллектив Харьковского ТЮЗа был переведен во Львов и на его базе создан Львовский театр юного зрителя, главным режиссёром которого вновь стал Скляренко. Титаренко становится ведущей актрисой этого театра: София («Горе от ума» Грибоедова), Оксана («Тарас Шевченко» Костюка), София («Последние» Горького), Оксана («Гибель эскадры» Корнейчука), София («Бесталанная» Карпенко-Карого), Дездемона («Отелло» Шекспира).
В 1947 Скляренко становится главным режиссёром Львовского оперного театра, в 1952 Харьковского оперного театра, а в 1956 Киевского оперного театра. Титаренко переезжает вместе с мужем. После ухода со сцены Львовского ТЮЗа и переезда в Харьков в 1952 она более на сцене не играла. Сыграв несколько незначительных ролей в кино («Правда», 1957; «В мёртвой петле», 1963), Титаренко полностью посвятила себя мужу и семье.